# Mariem Hassan
Mariem Hassan (in arabo مريم حسن) (Smara, 31 maggio 1958 – Tindouf, 22 agosto 2015) è stata una cantante sahrawi.
Cantava nella lingua Hassania, una derivazione linguistica araba tipica della sua terra.

## Biografia

### Vita
Mariem Hassan nacque nel 1958, nei pressi di Hausa nella provincia di Smara, in un territorio all'epoca ancora colonia iberica e quindi noto come Sahara spagnolo. Trascorse la sua infanzia seguendo la vita nomade della sua famiglia, dedita alla pastorizia ed all'agricoltura, all'interno di un nutrito nucleo familiare che la vedeva terza di dieci figli. I cambiamenti radicali arrivarono per Mariem Hassan negli anni Settanta, quando - esattamente come tutto il popolo Sahrawi - subì in pieno le drammatiche vicende legate all'invasione territoriale del Western Sahara da parte della Mauritania e del Marocco, come definito dagli Accordi di Madrid del novembre 1975. La Hassan, come tanta della sua gente, visse in pieno l'esilio che la portò a vivere nei Campi Profughi presso Tindouf in Algeria, e precisamente nel deserto della Hammada, noto per essere uno dei luoghi più inospitali della Terra. Nei Campi divise la sua vita tra il ruolo di madre per cinque figli e l'inizio della sua carriera artistica. Visse nei Campi fino al 2002, quando si trasferì definitivamente a Sabadell nei pressi di Barcellona.
È deceduta nel Campo Profughi di Smara, nei pressi di Tindouf in Algeria, il 22 agosto 2015, a seguito di un tumore.

### Carriera
Mariem Hassan racconta di essere rimasta impressionata da bambina dal canto della madre. Il suo esordio reale si colloca nel 1976 quando già residente nel Campi Profughi, entra nella formazione che prende il nome di El Uali, dal nome del patriota El Ouali Moustapha Sayed ucciso in combattimento. Nel corso degli anni Settanta la Hassan partecipa in pieno alle attività live della formazione, esibendosi in concerti e rassegne che la portano ripetutamente in Europa, Africa e Cuba. Dirada le partecipazioni negli anni Ottanta a seguito delle maternità per riprenderla poi progressivamente negli anni Novanta e parteciperà tra l'altro anche ad alcune incisioni discografiche assieme alla formazione.
La svolta alla carriera arriva nel 1997 quando, dopo la fine di El Uali, viene notata nei Campi Profughi dal produttore discografico iberico Manuel Dominguez. In poco tempo lei e molti altri artisti saharawi dopo aver partecipato a diverse sedute di registrazioni, vedono confluire il proprio lavoro nel box Sahrauis: The Music of the Western Sahara pubblicato dalla label spagnola Nubenegra (dello stesso Dominguez) e distribuito dalla tedesca Intuition. Un triplice cofanetto che rappresenta la nascita di un collettivo di musicisti poi denominato “Mujeres Saharawi” che inizierà una serie di tour per l'Europa: da subito, oltre alla chitarra di Nayim Alal, appare chiaro che Mariem Hassan è l'artista maggiormente dotata di talento. Nel 2002 il combo darà alle stampe il disco “Mariem Hassan con Leyoad” registrato presso lo studio Axis di Madrid e pubblicato da Nubenegra. Tanto il luogo di registrazione che l'etichetta discografica rimarranno gli stessi per tutta la carriera discografica di Hassan. Con lo stesso combo partecipa da protagonista al lavoro “Medej - Cantos Antiguos Saharaui”. L'esordio solista arriva nel 2005 con l'album “Deseos”, dove grazie al chitarrista Baba Salama si realizza il sodalizio perfetto della Hassan che forgia un suono nuovo e tradizionale al tempo stesso, definito come Haul Music. Il disco segna in modo drammatico la carriera della cantante saharawi, che vede morire per una leucemia fulminante Salama ed è lei stessa vittima di un cancro. Dalla patologia esce vincente, ripartendo con la sua carriera che la vedrà attiva in una lunga serie di concerti che la porteranno a calcare i principali palchi dedicati alla World music negli anni a seguire. Nel 2007 esce il DVD incentrato sulla sua vita dal titolo “La Voz Del Sahara”.
Nel 2010 pubblica “Shouka”, altro disco che la porta in vetta alle classifiche ed ulteriori riconoscimenti dal vivo, tra cui si segnala la doppia partecipazione al Womad in Australia e Nuova Zelanda del 2010, che la consacreranno come artista di calibro internazionale. Nel disco emerge tra i brani, la title track, canzone in cui la Hassan risponde alle promesse mai mantenute nel 1976 dal politico spagnolo Felipe Gonzales verso il popolo saharawi.
Ennesimo ed al momento ancora ultimo capitolo discografico, è “El Aaiun Egdat” pubblicato nel 2012. Nonostante l'ennesimo cambio di chitarrista, strumentista indispensabile per la proposta tanto in studio che dal vivo del suo Haul, la Hassan fa ancora centro: il lavoro scala le classifiche di settore ed incontra responso di critica e pubblico. A conferma di questo una lunga serie di concerti la tengono impegnata fino al termine di tutto il 2013, in importanti rassegne e festival non solo di World Music ma anche di Blues e Folk. Nel 2014 le condizioni di salute della Hassan sono nuovamente precarie, complice il riaffacciarsi della vecchia patologia. Ciò non ferma l'artista saharawi che riesce ad essere nuovamente protagonista in due significativi concerti. Il primo di questo coincide con l'omaggio ufficiale tributatole il 9 marzo 2014 dalla municipalità di Sabadell dove lei risiede, che in occasione della “Jornada Mundial de las Mujeres” organizzò l'incontro pubblico dove Mariem Hassan si esibì di fronte alla sua gente in una toccante performance. Il secondo è andato in scena il 4 Maggio 2014 nella giornata di chiusura del XI FiSahara Festival presso i Campi Profughi di Dakhla, in un concerto considerato come l'addio per la Hassan alla sua gente considerato il suo stato di salute. Alla storia passerà come l'ultimo concerto sostenuto dalla musicista.

## Altri lavori
Tra il 2011 ed il 2012 prende il via Cuéntame Abuelo - Musica riguardante la trasmissione della storia orale saharaui in cui Mariem Hassan è al centro di un progetto che la vede protagonista assieme ai più importanti poeti della sua terra Bachir Ali, Badi Mohamed Salem e Beibuh. Il tutto è sostenuto oltre che dalla sua etichetta discografica Nubenegra, dal Ministero della Cultura saharaui e da parte del corpo docente dell'Università di Salamanca. Nell'Ottobre 2014 esce in Spagna per la madrilena Calamar Edición & Diseño la biografia autorizzata dal titolo Mariem Hassan – Soy Saharaui nata da lunghi scambi dell'autore con l'artista. La carriera e la vita ineguagliabile della Hassan viene rappresentata in forma di graphic-novel da tre autori italiani. I testi e la ricerca sono a cura di Gianluca Diana, le illustrazioni di Andromalis e la traduzione dall'italiano allo spagnolo di Federica Marzioni. La pubblicazione in Italia, con il titolo Mariem Hassan. Io sono saharaui Archiviato il 2 settembre 2018 in Internet Archive., sarà a cura di Barta Edizioni nell'aprile 2016 e con una seconda edizione nel dicembre 2017. La versione italiana differisce dalla spagnola per una serie di contenuti extra, in primis la scomparsa dell'artista saharaui.
Mariem Hassan è senza dubbio considerata la rappresentante più importante e conosciuta della musica Saharawi, tanto da essere soprannominata “La Voz del Sahara”. La sua discografia è stata giustamente nomenclata nel World Music National Geographic Database. Da ricordare nel corso della sua carriera diverse collaborazioni importanti sia con musicisti della sua terra come Nayim Alal e Baba Salama, che internazionali come la palestinese Amal Murkus, la catalana Marinah (già Ojos De Brujo), la star spagnola del flamenco Enrique Morente e molti altri. Significativa anche la partecipazione a innumerevoli festival e manifestazioni internazionali legate alla musica ma anche alla lotta per l'indipendenza del popolo Saharaui.
Con lo pseudonimo di Andromalis, Mariem Hassan lavora come fumettista in Italia.

## Discografia

### Album da Solista
- Deseos, 2005. Nube Negra INN 1128-(2)
- Shouka, 2010. Nube Negra INN 1136-(2)
- El Aaiun Egdat, 2012. Nube Negra INN 1137-(2)

### Album realizzati in Collaborazione
- Mariem Hassan con Leyoad, 2002. Nube Negra INN 1114-(2)
- Mariem Hassan y Vadiya Mint El Hanevi - Baila Sahara Baila, 2015. NN 1141

### Collaborazioni
- Sahrawi, Voci Distanti Dal Mare, 1998. Il manifesto CD 029
- Sahrauis: The Music of the Western Sahara), 1998. Nube Negra INT 3255-2
- Luis Delgado - El hechizo de Babilonia, 2000. Intuition INN 1104-(2)
- Nayim Alal: Nar, 2003. Nube Negra INN 1117-(2)
- Medej: Cantos Antiguos Saharauis, 2004. Nube Negra INN 1123-(2)
- Western Sahara - Westerdhal, 2008. Nube Negra INN 1134-(2)
- Yemen Blues – Insaniya, 2015. Inzima Publishing
- Sebastiao Antunes & Quadrilha – Proibido Adivinhar, 2015. AVM.

### Compilations
- AA.VV. Tanz & Folk Fest TFF Rudolstat, 1998. Not One Label
- AA.VV. fRoots #21, 2003. Folk Roots. FROOTCD 021
- AA.VV. Oriental Garden – The World of Oriental Grooves Vol. 3, 2004. Soulstar. 0132
- AA.VV. The Rough Guide To The Music of Sahara, 2005. WMN-RG. 1153
- AA.VV. Indtendencias Vol. 4, 2005. FNAC
- AA.VV. Africa Remix: Ah Freak Iya, 2005. Milan. 30175-2
- AA.VV. The Womeximizer, 2005. Piranha WOMEX AG. WOMEX05
- AA.VV. Sahara Blues Of The Desert, 2005. Manteca. MANTDCD232
- AA.VV. Africa Garden: The World of African Grooves, 2006. Lola's. 642
- AA.VV. Children's Garden: The World of Children Grooves, 2006. Lola's. 752
- AA.VV. Jamie Cullum - Songlines, 2006. STWCD11
- AA.VV. FMM Sines, 2006. Not One Label
- AA.VV. The Rough Guide To African Blues, 2007. WMN. RG1186
- AA.VV. Women Of Africa, 2007. WMN. Think 106
- AA.VV. The Rough Guide To World Music: Africa & M. East, 2007. WMN. RG1181
- AA.VV. Arabesque 4 – Arb'a, 2008. Mo'zik Records
- AA.VV. The Rough Guide To Desert Blues, 2010. WMN. RG1238
- AA.VV. Sounds From Globalistan Vol. 1, 2010. Lola's. 2122
- AA.VV. Simon Mayo - Songlines, 2010. STWCD46
- AA.VV. Womadelaide Sounds of The Planet, 2010. Filter Music. FM042
- AA.VV. The Rough Guide To Music Without Frontiers, 2014. WMN. RG1300
- AA.VV. The Rough Guide To The Music of The Sahara, 2014. WMN. RG1325

### Significato delle liriche
Ogni canzone della Hassan fa delle liriche un tassello imprescindibile della sua matrice artistica. Tra le tante segnaliamo dal disco “Deseos” il brano che racconta della malattia e delle speranze ad essa legate “Mutamaniyat”, da “Shouka” la title track come risposta a Felipe González, da “El Aaiun Egdat” la canzone “Gdeim Izik” che racconta le vicende legate a quell'evento storico del 2010 da cui parti poi il fenomeno sociale della Primavera Araba.